# Dendrochilum macgregorii
Dendrochilum macgregorii är en orkidéart som beskrevs av Oakes Ames. Dendrochilum macgregorii ingår i släktet Dendrochilum och familjen orkidéer. Inga underarter finns listade i Catalogue of Life.